# 安提帕特
安提帕特 （希臘語：Ἀντίπατρος; 前397年 — 前319年）為馬其頓王國腓力二世和亞歷山大大帝時的將軍。於前320年，擔任亞歷山大帝國攝政。

## 腓力二世時期

腓力二世時的馬其頓疆域

關於安提帕特早期的生涯不是很清楚，但到了前342年，當腓力二世前往征服色雷斯和斯基泰人部落並把勢力成功擴張到赫勒斯滂，而腓力不在國內的三年間，安提帕特被任命攝政，暫時管理馬其頓。同年，當雅典試圖控制優卑亞島的各城鎮，並且驅逐親馬其頓的統治者時，安提帕特派遣帕曼紐率領軍隊阻止雅典的意圖。在同年秋季，安提帕特作為腓力二世在近鄰同盟的代表前往德爾斐，而馬其頓在前346年才被這個宗教性質的同盟允許加入。
隨後在前338年喀羅尼亞戰役後，安提帕特被任命為大使前往雅典協商和平協定，並歸回戰死的雅典士兵遺骨。

## 在亞歷山大時期
安提帕特起初是年輕的亞歷山大和亞歷山大母親奧林匹亞絲相當重要朋友，甚至有傳言說他是亞歷山大真正的父親。在前336年腓力二世逝世後，安提帕特協助亞歷山大在繼承權的鬥爭中獲得勝利，讓亞歷山大繼任馬其頓國王。當亞歷山大大帝計畫遠征時，安提帕特曾向亞歷山大建議先暫時停止遠征，直到亞歷山大結婚並誕生出合法繼承者後再開始。
在前334年亞歷山大出發踏上征途，命令安提帕特為馬其頓攝政並擔任全歐洲最高軍事長官，安提帕特擔任這職位直到前323年為止，當亞歷山大在前334年到前334年的冬季戈爾迪烏姆過冬時，儘管希臘尚不穩定，安提帕特仍舊派遣軍隊增援亞歷山大。
在這段期間，門農和法那巴佐斯所率領的波斯艦隊對安提帕特而言相當有威脅，且企圖入侵愛琴海來讓希臘捲入戰爭之中，但安提帕特相當幸運，門農在圍攻萊斯博斯島的米蒂利尼時病逝，而剩下的艦隊在伊蘇斯戰役後遭到解散。然而新的威脅更靠近馬其頓，王國的色雷斯將軍門農在前332年發動叛變，緊接著斯巴達國王亞基斯三世也開始與馬其頓對抗。

### 邁加洛波利斯戰役
斯巴達人並不是科林斯同盟的成員，也沒有參加亞歷山大的遠征，當看到馬其頓全力進行征服波斯行動時，認為這是個期待已久的機會，準備奪回在留克特拉戰役和曼丁尼亞戰役中慘敗而失去伯羅奔尼撒的控制，而波斯人也資助斯巴達的野心，讓亞基斯組建一支人數約20,000名的強大軍隊。斯巴達在實質上控制克里特島後，亞基斯試圖建立一個反馬其頓陣營，雖然雅典保持中立，但亞該亞人、阿卡迪亞人和伊利斯人都成為斯巴達的盟友，但阿卡迪亞重要的城市邁加洛波利斯堅決反對斯巴達，亞基斯並在前331年開始圍攻邁加洛波利斯，這使得馬其頓開始驚覺事情惡化。
安提帕特為了不在兩條戰線上同時作戰，先前往色雷斯平亂，並很大程度的赦免門農，還讓他繼續維持在色雷斯職務，然後安提帕特再回頭對付亞基斯三世。此時亞歷山大即時送來一大筆財物，讓安提帕特招募色薩利人和許多雇傭軍，組成一支人數比亞基斯多兩倍的大軍。隨後安提帕特於前331年親自率兵南下對付斯巴達，並於同年的邁加洛波利斯戰役中兩軍展開會戰，此戰斯巴達遭到大敗，亞基斯損失許多精銳的戰士，但也讓馬其頓軍損失不少。
遭到大敗後，斯巴達開始尋求和約，但安提帕特要求斯巴達直接與科林斯同盟協談，但最後斯巴達與亞歷山大直接和談，而斯巴達和其盟友賠款120塔蘭同，並強迫斯巴達加入科林斯同盟。
但亞歷山大似乎對於安提帕特的勝利相當不以為然，據普魯塔克記載，亞歷山大在給他的總督的信中寫道：“看來，我的朋友，雖然我們在這裡征服了大流士三世，而在阿卡迪亞那裏卻發生與鼠輩的戰鬥”。

### 與奧林匹亞絲關係惡化
安提帕特不受那些希臘的寡頭政治和僭主歡迎，但是他仍在腓力二世所建立的科林斯同盟中主宰許多事務。此外，他以前與充滿野心的奧林匹亞絲所建立的密切關係，這時候大大惡化，不論亞歷山大是嫉妒安提帕特在希臘的勝利，或是有必要防範母親奧林匹亞絲和安提帕特之間產生更大的惡果，在前324年，亞歷山大命令安提帕特親自帶著新的部隊進入亞洲，並任命克拉特魯斯在帶著退役軍人回馬其頓後，接替安提帕特在希臘的職務並成為馬其頓新攝政。當前323年亞歷山大突然在巴比倫去世，使安提帕特藉此拒絕移交權位。

## 繼業者戰爭
亞歷山大大帝逝世後，新任帝國攝政佩爾狄卡斯讓安提帕特繼續控制希臘，但隨著亞歷山大逝世，安提帕特面臨雅典、埃托利亞和色薩利的反叛，爆發拉米亞戰爭，而南方的希臘城邦也試圖爭取他們的獨立性。在前322年安提帕特在克拉特魯斯的幫助下，於克蘭農戰役擊破叛軍。因雅典參予叛亂的關係，安提帕特強迫雅典實行寡頭政治，並要求雅典交出狄摩西尼，而狄摩西尼為免於落入馬其頓人手中而自殺。
後來，當安提帕特和克拉特魯斯一同對付埃托利亞人時，安提帕特收到小亞細亞的安提柯傳來的消息，透露新任帝國攝政佩爾狄卡斯企圖成為帝國的統治者。因此，安提帕特和克拉特魯斯隨即與埃托利亞人簽訂和約，並向佩爾狄卡斯宣戰，更與埃及總督托勒密同盟。前320年春安提帕特率軍進入亞洲，進軍至敘利亞時，他接到佩爾狄卡斯遭到部下謀害的消息。

## 帝國攝政

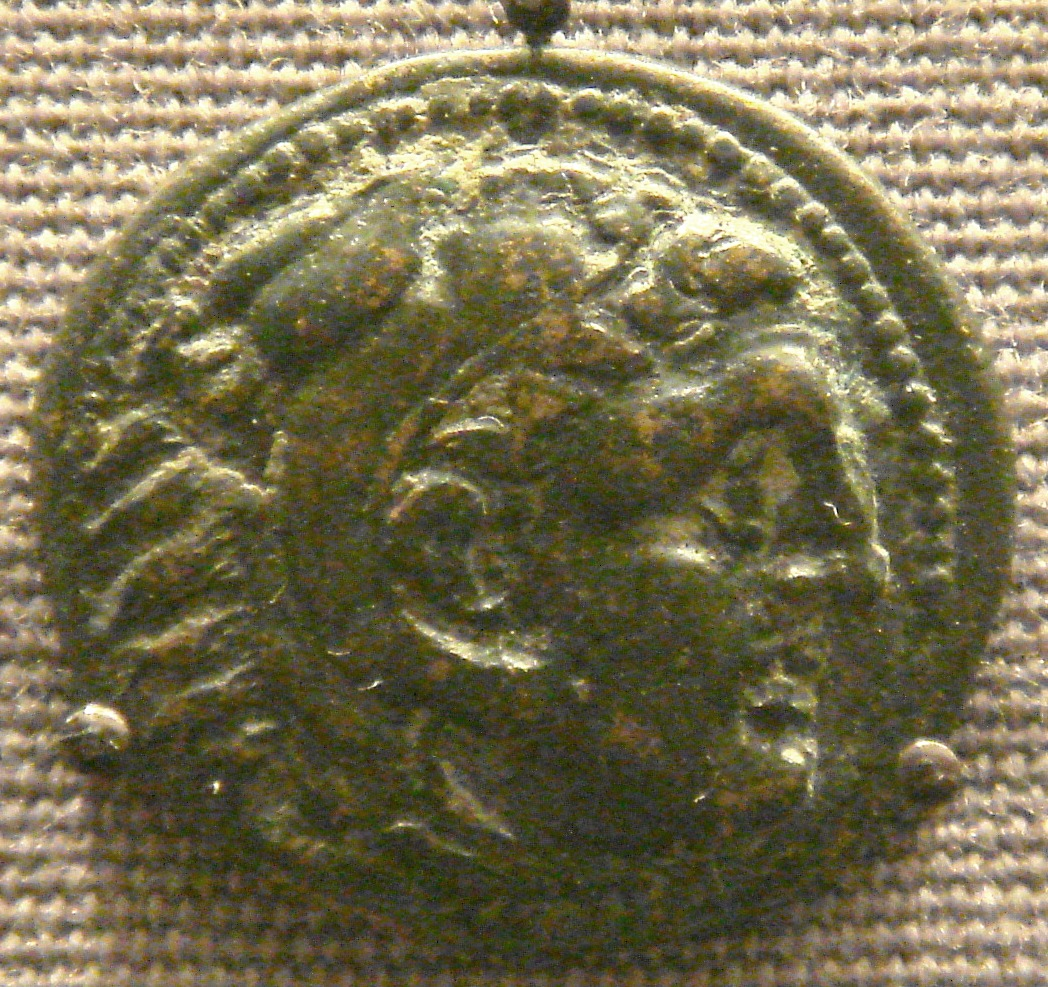
安提帕特之子卡山德的硬幣，卡山德最後自立為馬其頓國王，建立安提帕特王朝

在前320年，安提帕特參加分割亞歷山大帝國的特里帕拉迪蘇斯分封協議，會中他被任命為亞歷山大帝國攝政，繼續控制希臘，並作為國王亞歷山大四世和腓力三世的監護人。在自己部隊的兵變平息後，安提帕特委託安提柯繼續發動對歐邁尼斯和佩爾狄卡斯殘部的戰爭，之後，安提帕特於前319年回到馬其頓。
回到希臘不久，安提帕特因罹患疾病而病逝，結束他活耀的一生，並把帝國攝政交給了年邁的波利伯孔，而不是傳給他的兒子卡山德，這項措施後來引起政局更多的混亂。

## 亞歷山大毒殺疑雲
雖然有關亞歷山大大帝突然去世的爭議尚未明確解決，但所有的古代文獻，包括認為亞歷山大是病逝而非謀殺的文獻，都提到前四世紀時流傳亞歷山大是毒殺的流言，且安提帕特脫不了關係。因為在接近亞歷山大逝世的那段時間，亞歷山大的母親奧林匹亞絲曾寫信給亞歷山大，信中控告安提帕特煽動騷亂且對王室不忠，使得安提帕特的地位遭到嚴重威脅，因此，亞歷山大命令安提帕特前往巴比倫來澄清指控，為了安撫安提帕特，亞歷山大還派遣安提帕特的兒子卡山德前往安提帕特處，但卡山德的弟弟伊奥拉斯，當時是亞歷山大的近侍，便有流言伊奥拉斯毒殺了亞歷山大。
普魯塔克雖然不相信亞歷山大是被謀殺，但記載了這個流言，並說這個流言是因安提柯在討論亞歷山大逝世一事時，被厄格諾特彌斯聽到而傳出來的。

## 文學作品
根據《蘇達辭書》，安提帕特曾留下兩冊信件匯集本，及一本歷史，書名為《佩爾狄卡斯在伊利里亞的功業》(希臘語:Περδίκκου πράξεις Ιλλυριακαί)。

## 另見
- 安提帕特王朝